# Logical Link Control
| Schicht | ursprünglich     | erweitert            |
| ------- | ---------------- | -------------------- |
| 7       | Anwendung        | Anwendung            |
| 6       | Darstellung      | Darstellung          |
| 5       | Sitzung          | Sitzung              |
| 4       | Transport        | Transport            |
| 3       | Vermittlung      | Vermittlung          |
| 2       | Sicherung        | Logical Link Control |
| 2       | Sicherung        | Media Access Control |
| 1       | Datenübertragung | Datenübertragung     |

Logical Link Control (LLC) ist die Bezeichnung für ein Netzprotokoll der Telekommunikation, das vom Institute of Electrical and Electronics Engineers als IEEE 802.2 standardisiert wurde. LLC wird Schicht 2 des OSI-Modells zugeordnet. Ziel des Protokolls ist die Transparenz unterschiedlicher auf MAC-Ebene eingesetzter Verfahren zur Medienzuteilung.
Ebenfalls als LLC wird die Subschicht bezeichnet, auf der das Protokoll arbeitet. Deshalb wird LLC teilweise auch "Schicht 2b" genannt und bildet somit zusammen mit dem MAC-Layer (2a) die Sicherungsschicht (2).
Daten, welche die OSI-Schicht 3 zur Übermittlung sendet, werden von LLC an den darunterliegenden MAC-Layer weitergegeben.  Eingehende Daten werden von der LLC verteilt, indem sie diese an die entsprechenden Instanz-Protokolle der übergeordneten OSI-Schicht 3 weiterleitet.
Das LLC-Protokoll lehnt sich an das bitorientierte HDLC-Protokoll an. LLC benutzt jedoch nur den Asynchronous Balanced Mode (ABM), somit kann jede Station Primärstation sein.

## LLC-Felder
Das Protokoll LLC fügt einem gegebenen Datenpaket aus einer übergeordneten Schicht (meist der OSI-Schicht 3 „Vermittlungsschicht“) drei Felder hinzu:
- zwei jeweils 8 Bit bzw. 1 Byte große Kennzeichen:
  - DSAP (Destination Service Access Point: Einsprungadresse des Empfängers)
  - SSAP (Source Service Access Point: Einsprungadresse des Absenders).
- ein 1 oder 2 Byte großes Feld Control mit Steuerinformationen für Hilfsfunktionen wie z. B. die Datenflusssteuerung.

## LLC-Dienste bzw. -Typen
LLC bietet
- einen unbestätigten, verbindungslosen Dienst (LLC 1)
- einen verbindungsorientierten Dienst (LLC 2)
- einen bestätigten verbindungslosen Dienst (LLC 3).

## LLC-Rahmentypen
| U-Frames unnumbered frames (LLC Typ-1)  | SABME set asynchronnous balanced mode extended | Command            |
| U-Frames unnumbered frames (LLC Typ-1)  | DM disconnected mode                           | Response           |
| U-Frames unnumbered frames (LLC Typ-1)  | DISC disconnect                                | Command            |
| U-Frames unnumbered frames (LLC Typ-1)  | UA unnumbered acknowledge                      | Response           |
| U-Frames unnumbered frames (LLC Typ-1)  | FRMR frame reject                              | Response           |
| U-Frames unnumbered frames (LLC Typ-1)  | TEST test                                      | Command / Response |
| U-Frames unnumbered frames (LLC Typ-1)  | UI unnumbered information                      | Command            |
| U-Frames unnumbered frames (LLC Typ-1)  | XID exchange identifier                        | Command            |
| S-Frames supervisory frames (LLC Typ-2) | RR receive ready                               | Command / Response |
| S-Frames supervisory frames (LLC Typ-2) | RNR receive not ready                          | Command / Response |
| S-Frames supervisory frames (LLC Typ-2) | REJ reject                                     | Command / Response |
| S-Frames supervisory frames (LLC Typ-2) | SREJ selective reject                          | Command / Response |
| I-Frame information frame (LLC Typ-3)   | I information                                  | Command            |

## LLC-Klassen
Einzelne Stationen können mehr als einen Typ von Dienst anbieten. Klassen von Diensten sind Kombinationen verfügbarer Typen von Diensten.
|                                                | Klasse I | Klasse II | Klasse III | Klasse IV |
| ---------------------------------------------- | -------- | --------- | ---------- | --------- |
| LLC Typ 1 Unbestätigter Dienst ohne Verbindung | X        | X         | X          | X         |
| LLC Typ 2 Verbindungsorientierter Dienst       |          | X         |            | X         |
| LLC Typ 3 Bestätigter Dienst ohne Verbindung   |          |           | X          | X         |